# Patrasso
Patrasso (in greco Πάτρα?, Pátra; in greco antico: Πάτραι?, Pátrai; in latino Patrae) è la terza città della Grecia per numero di abitanti dopo Atene e Salonicco, situata nella periferia della Grecia occidentale (unità periferica dell'Acaia) con 210 494 abitanti secondo i dati del censimento 2001.
A seguito della riforma amministrativa detta Programma Callicrate in vigore dal gennaio 2011 che ha abolito le prefetture e accorpato numerosi comuni, la superficie del comune è ora di 335 km² e la popolazione è passata da 163 446 a 210 494 abitanti.

## Storia
L'area di Patrasso è abitata da almeno 4 000 anni. La città si sviluppò come roccaforte micenea durante l'età del bronzo e in seguito divenne una vera e propria polis (città-stato) rimanendo però sempre a un ruolo marginale e di secondo piano ma comunque riuscendo, come le altre città dell'Acaia, a sottrarsi all'egemonia spartana nel Peloponneso. Tuttavia nel 429 a.C. durante la guerra del Peloponneso il golfo di Patrasso fu al centro della battaglia di Rhium tra la flotta della Lega peloponnesiaca spartana e la flotta della Lega delio-attica ateniese. In seguito Patrasso fece parte della Lega achea.
La città iniziò ad acquisire importanza con i Romani che sotto Augusto la trasformarono in una colonia imperiale. Qui vi fu martirizzato Sant'Andrea. Nel Medioevo fu un florido porto commerciale prima in epoca bizantina e poi nel XIII secolo a seguito della quarta crociata quando fu trasformata in feudo sotto il controllo di Goffredo I di Villehardouin. Patrasso, già colonia veneziana dal 1408, fu conquistata dagli ottomani nel 1458. Nonostante numerosi tentativi di riconquista compiuta da veneziani e genovesi nel XV e XVI secolo, Patrasso fu riconquistata dalla Serenissima solo nel 1687 e mantenuta fino al 1715. Fu a Patrasso che incominciò la Guerra d'indipendenza greca, ma gli ottomani asserragliati nella cittadella, resistettero fino al 1828. Il 7 ottobre di quell'anno Patrasso fu liberata dai francesi guidati dal generale Maison.

### Espressioni idiomatiche
La città figura anche in un'antica quanto curiosa espressione idiomatica italiana, andare a Patrasso, che significa "morire". Questo modo di dire non ha però nulla a che vedere con la città greca, essendo una corruzione della frase latina ire ad patres ("andare ai padri", cioè ricongiungersi con i propri antenati).
Per la verità nel territorio della ex Repubblica di Venezia permane, anche se desueto, per la stessa frase "mandar a Patràso" non il significato di morire, ma di andare in rovina, in fallimento. E si lega alla devastante sconfitta nel 1466 del provveditore veneziano Barbarigo contro gli ottomani proprio a Patrasso che voleva riconquistare, e dove invece, ferito in battaglia e catturato, venne impalato.

## Geografia fisica
Patrasso si trova nel nord-ovest del Peloponneso. Ha un'area metropolitana di oltre 200 000 abitanti ed è un importante centro commerciale interno nonché un porto trafficato, con regolari traghetti per Trieste, Venezia, Ancona, Bari e Brindisi.
Dista circa 215 km da Atene, 91 km da Pyrgo, 7 km da Rio, 134 km da Corinto, 77 km da Kalavryta e 144 km da Tripoli.

## Clima
| Patrasso            | Mesi | Mesi | Mesi | Mesi | Mesi | Mesi | Mesi | Mesi | Mesi | Mesi | Mesi | Mesi | Stagioni | Stagioni | Stagioni | Stagioni | Anno |
| Patrasso            | Gen  | Feb  | Mar  | Apr  | Mag  | Giu  | Lug  | Ago  | Set  | Ott  | Nov  | Dic  | Inv      | Pri      | Est      | Aut      | Anno |
| ------------------- | ---- | ---- | ---- | ---- | ---- | ---- | ---- | ---- | ---- | ---- | ---- | ---- | -------- | -------- | -------- | -------- | ---- |
| T. max. media (°C)  | 13,9 | 14,8 | 16,3 | 19,7 | 23,3 | 27,7 | 30,4 | 30,9 | 28,0 | 24,0 | 19,2 | 15,6 | 14,8     | 19,8     | 29,7     | 23,7     | 22,0 |
| T. min. media (°C)  | 5,3  | 5,7  | 6,6  | 9,8  | 13,2 | 16,7 | 18,7 | 18,5 | 16,4 | 13,4 | 10,1 | 7,0  | 6,0      | 9,9      | 18,0     | 13,3     | 11,8 |
| Precipitazioni (mm) | 106  | 91   | 66   | 50   | 30   | 15   | 7    | 6    | 30   | 86   | 118  | 129  | 326      | 146      | 28       | 234      | 734  |

## Infrastrutture e trasporti

### Porti
Il porto di Patrasso è situato nell'antico luogo dove si dice abbia avuto sede l'altare segreto della dea Artemide; dove fu sacrificata Ifigenia la figlia di Agamennone, valoroso comandante acheo.
Ella fu salvata sull'orlo della morte da Artemide stessa, che la fece sua prima sacerdotessa.

## Monumenti e luoghi d'interesse

### Basilica di Sant'Andrea Apostolo
L'edificio più importante della città è la Basilica di Sant'Andrea.
La chiesa ospita le reliquie ufficiali del santo, benché sia stata costruita solo nel XIX secolo. La pianta è compatta e forma un ottagono; ciascuna facciata è preceduta da dei portici con finestre monofore.
L'interno è decorato da una grande varietà di marmi policromi ed ha l'altare sotto la cupola, con la tipica conformazione a croce greca.

### Fortezza bizantina
Si trova presso la vecchia acropoli greca, costruita nel VI secolo. Il presidio fu di proprietà dei Franchi e successivamente dei Normanni. Successivamente nel XII secolo passò ai Turchi che la detennero fino al 1828.
La fortezza ha pianta rettangolare irregolare, costituita da una scalinata fortificata che porta al vero presidio, e dal corpo dell'edificio. La muraglia che circonda la cittadella fu costruita dai veneti nel XVI secolo.
Parte della vecchia muraglia si trova anche presso il mare, ed è caratterizzata da una torre circolare e da una chiesetta.

### Teatro romano Odeon

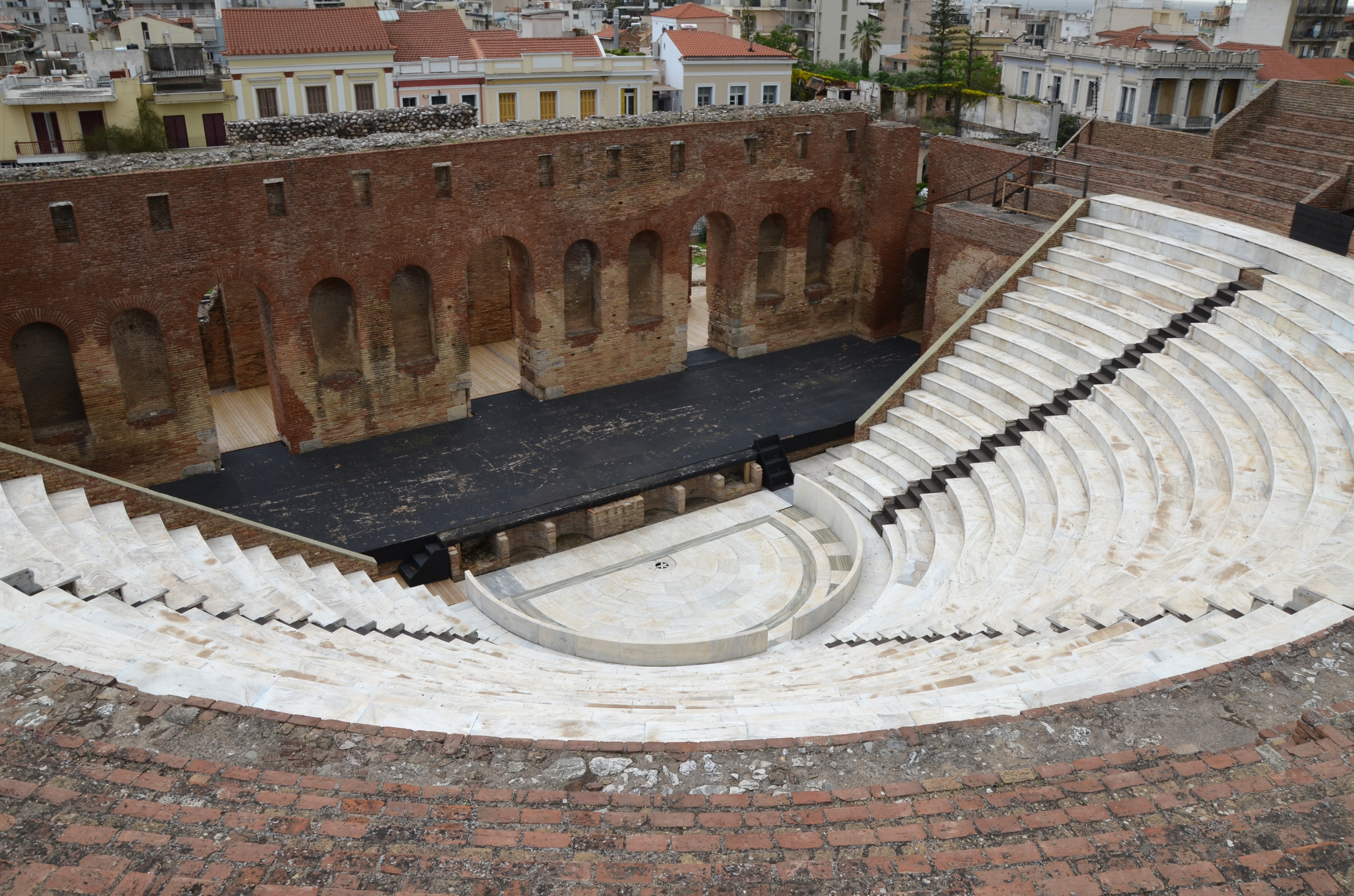
Teatro romano Odeon

Fu costruito dai romani nel I secolo su una preesistente struttura greca. Il teatro è perfettamente conservato e ospita festival della cultura greca.

### Altri monumenti
- Ponte Rion Antirion (che collega per mare Patrasso ad Antino)
- Museo archeologico
- Teatro Apollon (teatro moderno di Patrasso)

## Cultura
Patrasso è stata la Capitale europea della cultura nel 2006.

## Società

### Religione
Secondo la tradizione cristiana, a Patrasso riposano, nella chiesa a lui dedicata, le reliquie di Sant'Andrea.

### Tradizioni e folclore
Ogni anno a Patrasso si svolge il Carnevale più importante della Grecia.

## Sport
Nel 2007 la città ha ospitato i Campionati Mondiali di Ginnastica Ritmica. Nella città si tiene un torneo ITF tennistico.

## Amministrazione

### Gemellaggi
Patrasso è gemellata con le seguenti città:
- Aleksinac
- Bydgoszcz
- Chișinău
- Bari
- Ancona
- Brindisi
- Argirocastro
- Canterbury
- Reggio Calabria
- Limassol
- Craiova
- Banja Luka[12]
- Famagosta
- Saint-Étienne, dal 1990

## Galleria d'immagini

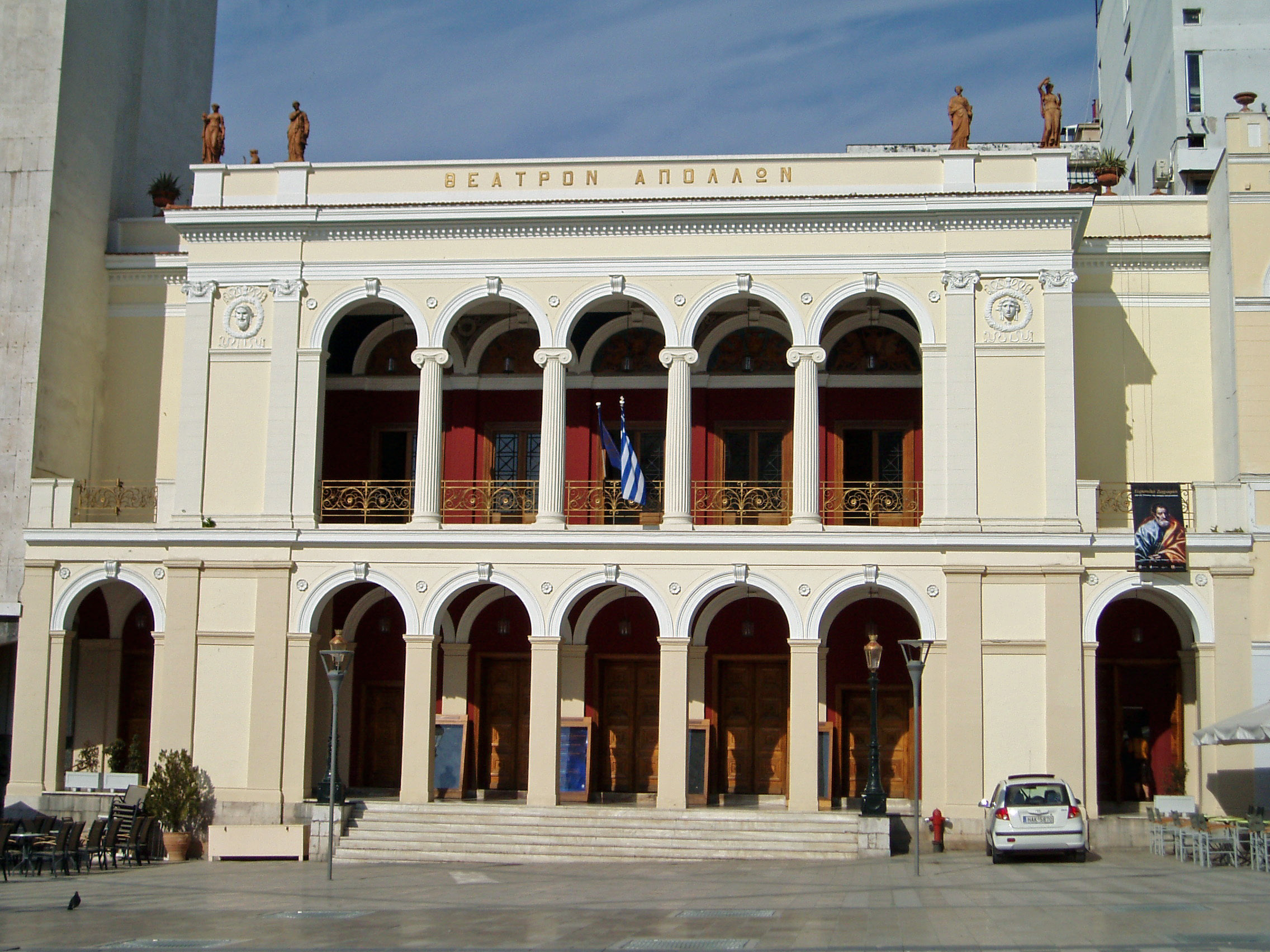
Teatro comunale Apollon
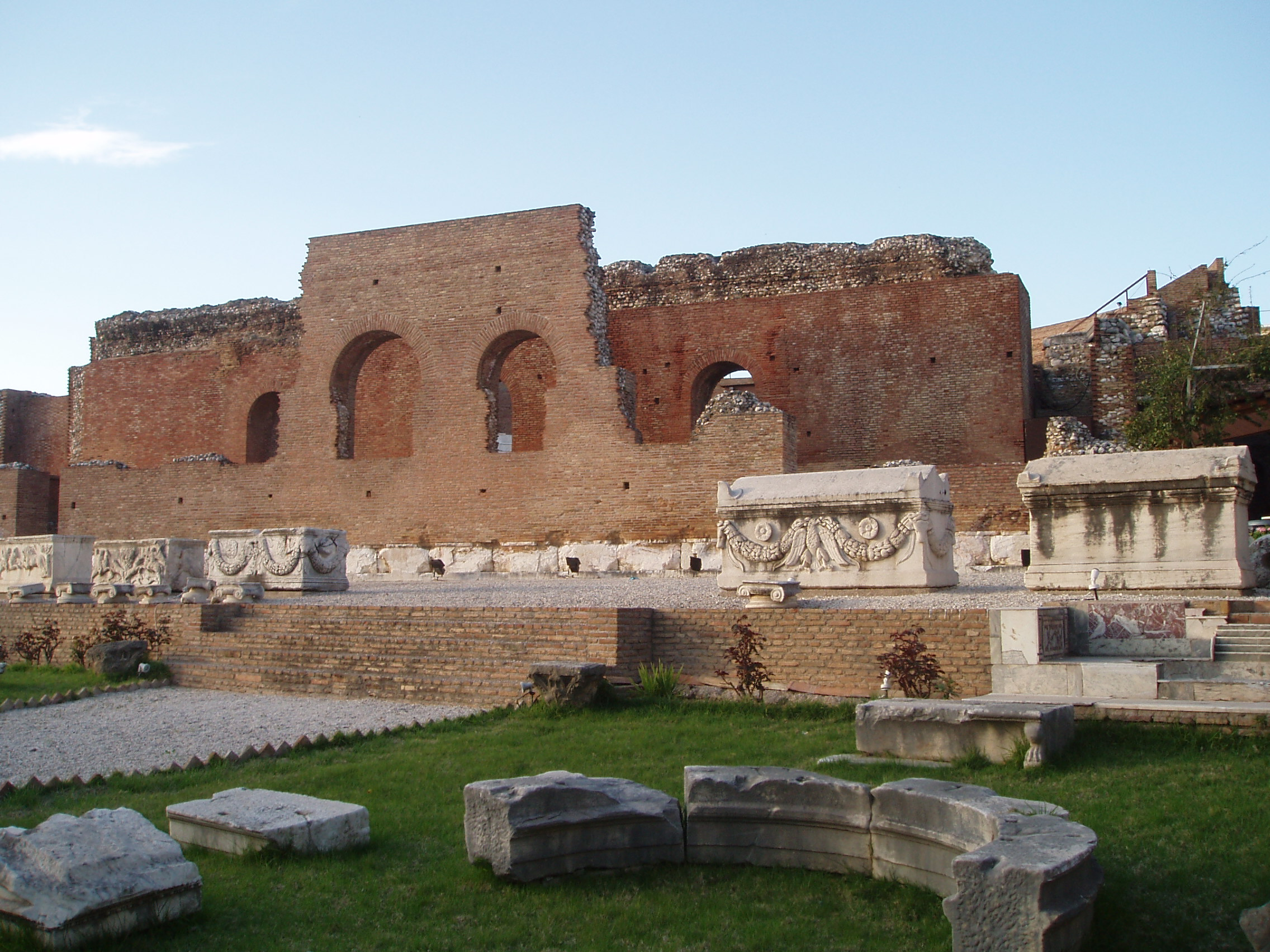
L'odeon romano
Via Kolokotroni